# Zero (fiume)
Lo Zero (Zero /'zɛro/ in veneto) è un fiume di risorgiva del Veneto.

## Descrizione
Nasce tra San Marco e Campigo, non lontano da Castelfranco Veneto. Scorre attraverso la bassa provincia di Treviso (anche se un breve tratto iniziale è sotto quella di Padova) procedendo grossomodo in direzione sud-est; entra infine nella provincia di Venezia a Quarto d'Altino e si getta nel Dese praticamente in corrispondenza della sua foce nella Laguna Veneta poco a sud-est dell'odierna Altino. Durante il suo corso, tocca gli abitati di Badoere, Zero Branco, Mogliano Veneto e Marcon. Tra i vari canali e fossi che vi si immettono, il principale è il rio Vernise, che affluisce da destra poco dopo il centro di Zero Branco.
Il nome, anticamente scritto Iarius, Iarus o Zayro, deriverebbe dal personale di un colono romano (Darius e simili) a cui erano affidate le terre circostanti. Originariamente sfociava nel Sile, ma dal 1532 il tratto finale fu modificato artificialmente, portando all'attuale situazione.
Il suo bacino idrografico ricadeva nelle competenze del consorzio di bonifica Dese-Sile, di recente assorbito dal consorzio di bonifica Acque Risorgive.

## Mulini
Lo sfruttamento delle sue acque permise la costruzione di numerosi mulini sin dal medioevo, alcuni dei quali funzionarono a pale sino agli anni sessanta del Novecento. La maggior parte di queste strutture furono aperte a partire dalla metà del XVI secolo quando, attraverso il canale artificiale di San Marco ed una roggia, fu aumentata la portata del fiume sottraendo grossi quantitativi d'acqua al Sile.
Sappiamo che nel 1678 erano funzionanti lungo il percorso dello Zero otto mulini, per un totale di diciassette ruote. I più antichi erano i mulini "Contarini" di Levada e "Tiveron" di Sant'Alberto, risalenti al Cinquecento. Quindi, scendendo verso la foce, si incontravano il mulino di Sant'Alberto (1667, sempre dei Contarini). Giunti a Zero Branco, si incontrava il mulino dei Grimani (seconda metà del XVII secolo, ricostruito nel 1727).
Poi il mulino di Campocroce, il mulino del Terraglio a Mogliano Veneto (1663, appartenente al medico Francesco Brachi). A Marcon si trovavano invece il mulino dei Priuli, demolito nell'Ottocento, e il mulino Bonisiolo: già proprietà delle monache di Santa Caterina di Venezia, ha funzionato sino al 1970.

## Affluenti
- Da destra: Rio Vernise, Fosso Rivolo;
- Da sinistra: Scolo Piovega, Rio Zermanson, Scolo Servetta.